# Esvetopolco II de Kiev

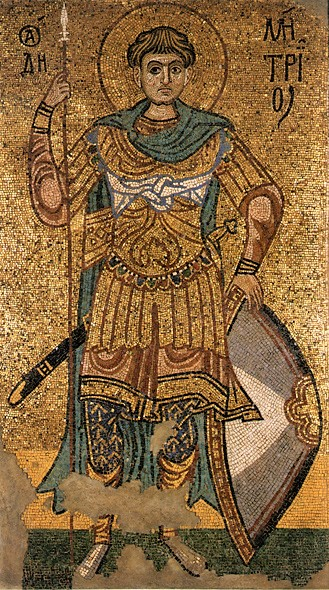
Mosaico de São Demétrio de Tessalónica, instalado por Esvetopolco no Mosteiro de São Miguel das Cúpulas Douradas para glorificar o santo padroeiro de seu pai

Esvetopolco II (em latim: Svetopolcus) ou Esviatopolque (em russo: Ізяславич Святополк; romaniz.: , Izyaslav Svyatopolk) (1050 - 16 de abril de 1113) foi príncipe de Kiev, tendo governado durante 20 anos, entre 1093 e 1113, foi príncipe de Polócia entre 1069 e 1071, príncipe da Novogárdia entre 1078 e 1088) e da cidade de Turóvia entre 1088 e 1093. 
Não foi um governante muito popular, o seu reinado foi marcado pela rivalidade incessante com seu primo, Vladimir II Monômaco (1052 — Kiev, 19 de maio de 1125). A quando da morte deste, os cidadãos de Kiev revoltam-se contra os comerciantes judeus e oficiais Varegues que especulavam, os primeiros com os cereais e os segundos com o sal.
Quando o filho de Vladimir II Monômaco, que se encontrava no trono, morreu Usevolodo I de Kiev (1030 - 13 de abril de 1093), em 1093, Esvetopolco foi reconhecido na liderança pelos outros príncipes como o principal grão-príncipe o que lhe permitiu a ascensão ao trono de Kiev.

## Relações familiares
Foi filho de Iziaslau I de Kiev (1024 – 3 de Outubro de 1078) e de Gertrudes da Polônia (c. 1025 - 4 de janeiro de 1108). Casou mais do que uma vez, a 1.ª com Helena da Boêmia, filha de Espitigneu II da Boémia, de que teve:
1. Zbislava de Kiev, casada com Boleslau III da Polónia, Grão-Duque da Polónia,
2. Predislava de Kiev, casada com Almo da Croácia (? — 1129[5]), duque da Croácia,
3. Ana de Kiev, casada com Esvetoslau II de Czernicóvia que tornar-se-ia monge após a morte da esposa;
4. Jaroslau, casado por 3 vezes, a 1ª com N da Hungria, 2ª com N da Polónia, e a 3ª com N Mistislavna.

O 2.º casamento foi com Bárbara Comnena (? -  28 de Fevereiro de 1125), de quem teve:
1. Mistislau de Vladimir.

O 3.º casamento aconteceu em 1094 com Olena dos Quipechaques, a filha do cã Tugor.
1. Maria da Novogárdia casada com Petr Vlast, senhor de Bratislávia.
2. Briachislau da Novogárdia (1104 - 1127),
3. Isiaslau  da Novogárdia (? - 23 de dezembro de 1128), indicado como tendo sido o Príncipe de Turóvia em 1123.[6]

## Bibliografa
- Editôra Mérito S. A. (1967). Enciclopédia brasileira mérito: com milhares de desenhos a traço, ilustraçoes, muitas a côres, um atlas universal completo e mapas dos Estados e Territórios do Brasil, Volume 8. [S.l.]: Editôra Mérito S. A.

- Francis Dvornik, Les Slaves, histoire, civilisation de l'Antiquité aux débuts de l'Époque contemporaine.« La Russie de Kiev », p. 171-228. Éditions du Seuil, Paris (1970)
- Enciclopédia da Ucrânia . Em 10 vols. / Editor-chefe Vladimir Kubiiovych . - Paris, Nova York: Young Life , 1954-1989 .
- Voitovich Leonti, dinastia principesca da Europa Oriental Lviv: Instituto de Estudos da Ucrânia. Yakevycha I.Kryp ', de 2000. ISBN 966-02-1683-1 . (Opinião 11 outubro de 2005)